# Moltke (geslacht)
Moltke is de naam van een oud Mecklenburgs adelsgeslacht.

## Geschiedenis
Een ridder Matthäus Moltke werd in 1220 vermeld. Dit geslacht verschijnt de eerste maal in een document 1254/1255 met de gebroeders en ridders Fridericus Meltiko en Johannes Moltike. De reeks van deze familie begint met de genoemde Fridericus. Later zijn enkele familieleden vertrokken naar Zweeds-Pommeren en Zweden. De Zweedse lijn stierf later uit. Latere lijnen zijn in Oostenrijk, Beieren, Württemberg en Denemarken te vinden.
Uit deze familie kwamen talrijke officieren, waaronder de beide chefs van de generale Pruisische staf Helmuth Karl Bernhard von Moltke, die in 1870 in de erfelijke Pruisische stand van graaf kwam, en Helmuth Johannes Ludwig von Moltke. Helmuth James Graf von Moltke werd in het Derde Rijk als verzetsstrijder geëxecuteerd.

## Wapen

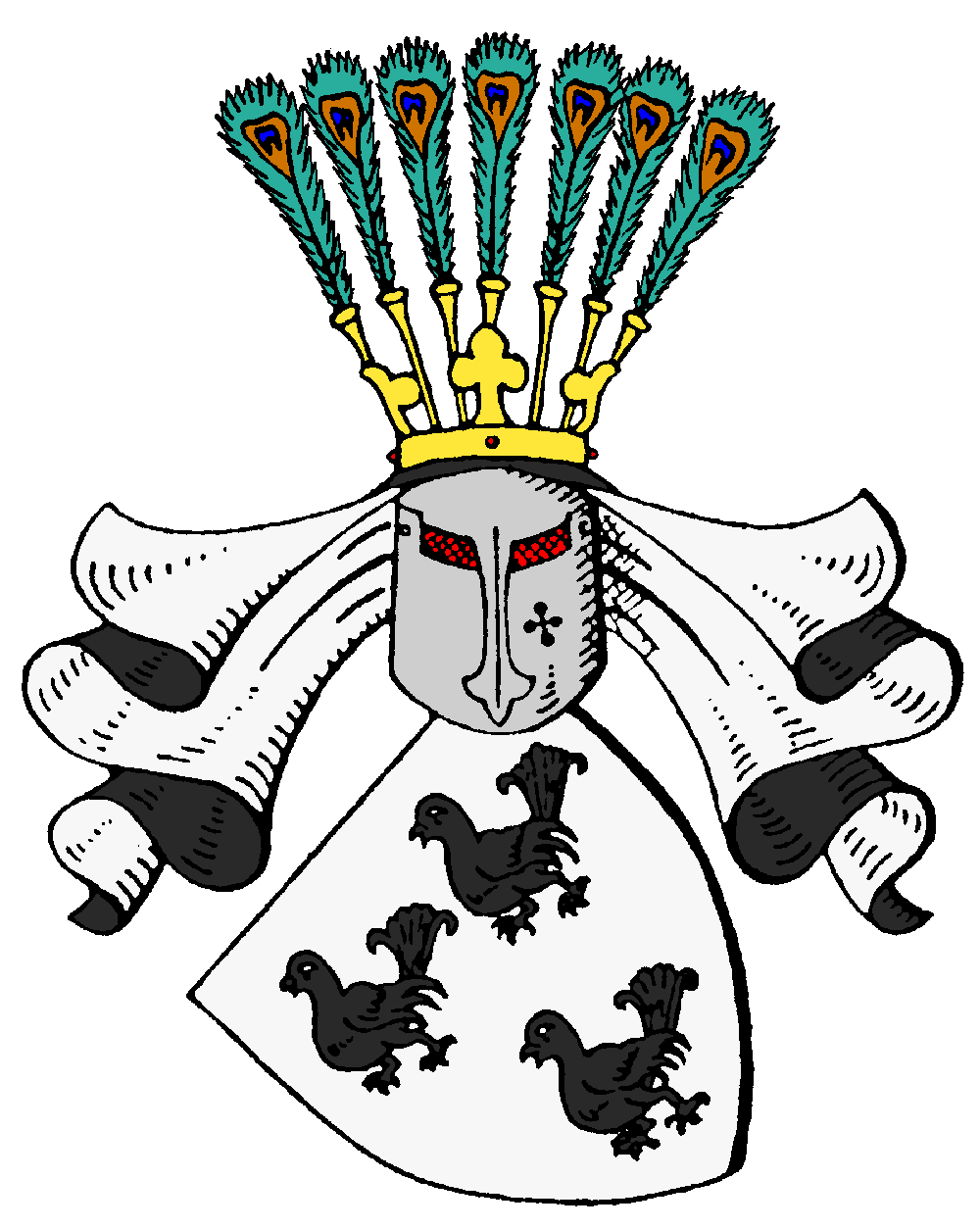
Het wapen van het adelgeslacht Moltke

Het wapen van het geslacht Moltke toont op zilveren achtergrond in de helft onderen drie zwarte korhoenders. Op de helm met zwart-zilveren dekken staan zoals bij een waaiertje zeven gouden houders, in ieder daarvan is er een veer van een blauwe pauw gestoken.

## Belangrijke personen
- Adam Gottlob von Moltke (1710–1792), Deens opperhofmaarschalk aan het hof in Kopenhagen
- Adam Wilhelm Moltke (1785–1864), Deens politicus van Mecklenburgse afkomst, premier van Denemarken van 1848 tot 1852
- Erik Moltke, Deens kunsthistoricus
- Freya von Moltke (1911–2010), echtgenote van Helmuth James Graf von Moltke
- Friedrich Philip Victor von Moltke (1768–1845), Pruisisch officier en Deens generaal, vader van Helmuth Karl Bernhard von Moltke en grootvader van Helmuth Johannes Ludwig von Moltke
- Friedrich von Moltke (1852–1927), opperpresident van Oost-Pruisen, Pruisisch minister voor binnenlandse zaken, broer van Helmuth Johannes Ludwig von Moltke
- Gebhardt von Moltke (1938), Duits ambassadeur
- Hans-Adolf von Moltke (1884–1943), Duits ambassadeur
- Helmuth James Graf von Moltke (1907–1945), verzetsstrijder in nazi-Duitsland
- Helmuth Johannes Ludwig von Moltke (1848–1916), Pruisisch generaal en chef van de grote generale staf, neef van Helmuth Karl Bernhard Graf von Moltke
- Helmuth Karl Bernhard von Moltke (1800–1891), Pruisisch generaal-veldmaarschalk en chef van de grote generale staf
- Joachim Wolfgang von Moltke (1909–2002), broer van Helmuth James Graf von Moltke, directeur van de Kunsthalle Bielefeld
- Karl Graf von Moltke (1798–1866), Deens minister
- Kuno Graf von Moltke (1847–1923), Duits luitenant-generaal, stadscommandant van Berlijn
- Maximilian Leopold Moltke (1819–1894), dichter van het lied van Zevenburgen
- Otto von Moltke (1847–1928), officier, politicus en abt van een klooster in Uetersen (1891–1912)
- Werner von Moltke (1936-), Duits atleet en sportfunctionaris